# Hanseniaspora
Hanseniaspora (лат.) — род дрожжевых грибков из семейства Saccharomycodaceae порядка Saccharomycetales. Название Kloeckera применяется к его анаморфной форме. Они, как правило, имеют зернистую форму и чаще всего встречаются в процессе предварительного брожения винограда.

## Классификация
В род включают следующие виды:
- Hanseniaspora guilliermondii Pijper
- Hanseniaspora occidentalis M. T. Smith
- Hanseniaspora osmophila (Niehaus) Phaff et al.
- Hanseniaspora uvarum (Niehaus) Shehata et al.
- Hanseniaspora valbyensis Klocker
- Hanseniasporu vineae van der Walt et Tscheuschner
- Kloeckera lindneri (Klocker) Janke